# Bannockburn
Bannockburn är en stad i kommunen Stirling i Skottland. Den ingår i Stirlings tätort och hade 7 040 invånare 2012, på en yta av 1,75 km².
Staden var tidigare känd för sin fabrikation av ylle- och lädervaror. Utanför staden stod 1314 Slaget vid Bannockburn.